# Premier League Asia Trophy
Premier League Asia Trophy – towarzyski przedsezonowy turniej rozgrywany co 2 lata w Azji. W turnieju biorą udział 3 drużyny z Premier League i jedna domowa. W 2011 puchar wygrała Chelsea, a w 2013 Manchester City pokonał w finale Sunderland. Format turnieju uległ zmianie od edycji 2017, w którym pierwszy raz nie uczestniczył lokalny zespół po tym jak wycofano drużynę Shanghai Dongya.

## Wyniki
| 2003 Więcej | Chelsea                 | 0:0 karne 5:4 | Newcastle United | Birmingham City   | 4:0           | Malezja              |
| 2005 Więcej | Bolton Wanderers        | 1:0           | Tajlandia U-23   | Manchester City   | 1:1 karne 4:2 | Everton              |
| 2007 Więcej | Portsmouth              | 0:0 karne 4:2 | Liverpool        | Fulham            | 4:1           | South China AA       |
| 2009 Więcej | Tottenham Hotspur       | 3:0           | Hull City        | West Ham United   | 2:0           | Beijing Guo’an       |
| 2011 Więcej | Chelsea                 | 2:0           | Aston Villa      | Blackburn Rovers  | 3:0           | Kitchee SC           |
| 2013 Więcej | Manchester City         | 1:0           | Sunderland       | Tottenham Hotspur | 6:0           | South China AA       |
| 2015 Więcej | Arsenal                 | 3:1           | Everton          | Stoke City        | 2:0           | Singapur XI          |
| 2017 Więcej | Liverpool               | 2:1           | Leicester City   | Crystal Palace    | 2:0           | West Bromwich Albion |
| 2019 Więcej | Wolverhampton Wanderers | 0:0 karne 3:2 | Manchester City  | Newcastle United  | 1:0           | West Ham United      |